# Ericus Erici Bröms
Ericus Erici Bröms, död 1665, var en svensk musiker. Han var den förste rector cantus vid Katedralskolan i Linköping och utarbetade koralbok.

## Biografi
Ericus Erici Bröms var född i Gästrikland och inskrevs vid Uppsala universitet 1628 som Ericus Ericj Gestricius. Han blev kollega och kantor vid Sankt Nicolai skola och i Storkyrkan 1629, rector cantus vid det nya gymnasiet i Linköping 1633 till sin död 1665. Han hade en förmåga att hålla musiken på en hög nivå genom anskaffning av instrument, förvärv av musikalier och genom att sörja för kontinuitet vid rekrytering av instrumentalister vid gymnasiet. Han hade 1642 för avsikt att utge en koralbok av trycket vilket ej skedde. Dess innehåll vidarebefordrades av älsklingseleven Israel Olai Leimontinus i Rappehandskriften.   